# ARD
A ARD é o primeiro canal de televisão da Alemanha. ARD é uma abreviação em alemão para Arbeitsgemeinschaft der öffentlich-rechtlichen Rundfunkanstalten der Bundesrepublik Deutschland ("Agrupamento de Emissoras de Direito Público da República Federal da Alemanha"), uma associação de emissoras de radiodifusão pública na Alemanha, conhecido como a "Das Erste" (A Primeira). 
A ARD é na verdade um agrupamento de nove canais públicos regionais, com a diferença que a programação é voltada para a Alemanha como um todo, mesmo que os programas sejam desenvolvidos pelas emissoras locais. Além de informações, telenovelas, desporto, filmes e programas musicais, a ARD mostra muitas reportagens, documentários e programas informativos. Nos fins de semana, pela manhã, este canal oferece uma excelente programação infantil. A ARD transmite publicidade em níveis moderados durante o dia até às 20 horas.

## O agrupamento
- WDR - Westdeutscher Rundfunk , Colônia
- RBB - Rundfunk Berlin-Brandenburg , Berlim
- NDR - Norddeutscher Rundfunk , Hamburgo
- RB  - Radio Bremen , Bremen
- MDR - Mitteldeutscher Rundfunk , Leipzig
- BR  - Bayerischer Rundfunk , Munique
- SWR - Südwestrundfunk , Stuttgart e Baden-Baden
- SR  - Saarländischer Rundfunk , Saarbrücken
- HR  - Hessischer Rundfunk , Frankfurt am Main

## Controvérsias
Um estudo científico da Fundação Otto-Brenner (OBS) de 2016 acusa tanto a ARD quanto a ZDF de terem relatado unilateral e desequilibrado como parte de seus programas sobre a crise da dívida soberana grega. Opiniões pessoais de jornalistas e fatos objetivos não podiam ser claramente distinguidos uns dos outros para os telespectadores, os tópicos gerais e os esforços de reforma do governo grego eram refletidos superficialmente, o governo grego também era menos propenso a se pronunciar do que o alemão, o os títulos eram muitas vezes impressionantes.
Um estudo da Fundação Otto Brenner de março de 2010 sobre jornalismo empresarial na crise analisou em detalhes os métodos de trabalho da ARD da primavera de 1999 ao outono de 2009. O estudo conclui que os programas de notícias da ARD "Tagesschau" e "Tagesthemen“ não apenas tecnicamente, mas também diante dos desafios relacionados ao conteúdo de reportar sobre a própria crise. Os editores trabalham "perspectivas ruins", o foco está nos atores oficialmente mais importantes: representantes do governo alemão em primeiro lugar, representantes de bancos, alguns cientistas e suas perspectivas. 
A reportagem da ARD sobre o conflito na Ucrânia também foi discutida de forma controversa. Em junho de 2014, o conselho consultivo do programa ARD de oito membros criticou unanimemente o relatório de dezembro de 2013 a junho de 2014 como unilateral, indiferenciado e incompleto. Alguns dos programas da ARD deram a “impressão de parcialidade” e “tendem a ser dirigidos contra a Rússia e as posições russas”.

## Canais da ARD
| Logótipo | Canal                                  | Descrição                          | Fundação                        |
| -------- | -------------------------------------- | ---------------------------------- | ------------------------------- |
|          | Das Erste                              | Canal generalista                  | 1 de novembro de 1954 (70 anos) |
|          | EinsPlus                               | Canal de documentários científicos | 29 de agosto de 1957 (67 anos)  |
|          | Tagesschau24 (anteriormente EinsExtra) | Canal de informação                | 30 de agosto de 1997 (27 anos)  |
|          | Einsfestival                           | Canal de documentários e shows     | 30 de agosto de 1997 (27 anos)  |
|          | Deutsche Welle                         | Canal internacional                | 3 de maio de 1953 (71 anos)     |

## Deutschlandradio(DLR)
- Deutschlandfunk (DLF, rádio de informação e de programas culturais, sediada em Colônia)
- Deutschlandradio Kultur (DRadio Kultur, rádio de programação cultural, responsável pelas orquestras do DLR, sediada em Berlim)
- Deutschlandradio Wissen (DRadio Wissen, rádio de programação educativa de programas noticiosos, sediada em Colônia)
- Deutsche Welle (DW-Radio, rádio internacional do DLR, sediada em Bonn)[4]